# Naisten SM-sarja 1999/2000
Die Saison 1999/2000 war die 18. Austragung der höchsten finnischen Fraueneishockeyliga, der Naisten SM-sarja. Die Ligadurchführung erfolgte durch den finnischen Eishockeybund Suomen Jääkiekkoliitto.

## Modus
Jede Mannschaften spielte eine Vorrunde mit 14 Spielen. Für einen Sieg gab es 2 Punkte, für ein Unentschieden einen. Die ersten vier Mannschaften der Vorrunde spielten in einer Hauptrunde um die Platzierung für die Play-offs.

## Vorrunde
In der Vorrunde wurde eine Einfachrunde (Hin- und Rückspiel) gespielt. Die ersten vier Mannschaften qualifizierten sich für die Hauptrunde, die anderen vier nahmen an einer Relegationsrunde teil.

### Kreuztabelle
| Verein          | Logo Espoo Blues | Ilves | Kärpät | Logo von JYP | Logo Karhu-Kissat | IHK  | Logo Tappara Tampere | Logo KalPa Kuopio |
| Espoo Blues     |                  | 3:4   | 4:3    | 5:1          | 14:1              | 10:3 | 6:2                  | 15:1              |
| Tampereen Ilves | 1:4              |       | 5:4    | 1:2          | 8:2               | 4:0  | 7:2                  | 10:1              |
| Kärpät Oulu     | 4:6              | 4:3   |        | 4:3          | 4:1               | 4:0  | 14:0                 | 7:0               |
| JYP Jyväskylä   | 2:4              | 1:5   | 1:4    |              | 10:0              | 3:2  | 5:2                  | 17:3              |
| Karhu-Kissat    | 1:6              | 0:3   | 1:7    | 1:3          |                   | 5:2  | 5:2                  | 8:2               |
| IHK Helsinki    | 1:7              | 0:8   | 0:4    | 2:0          | 2:3               |      | 6:2                  | 1:0               |
| Tappara Tampere | 0:10             | 0:3   | 0:8    | 1:8          | 2:2               | 2:5  |                      | 6:4               |
| KalPa Kuopio    | 2:13             | 1:19  | 1:11   | 2:16         | 3:5               | 3:5  | 2:4                  |                   |

### Vorrundentabelle
| Platz | Mannschaft      | Spiele | S  | U | N  | Punkte | Tore    |
| ----- | --------------- | ------ | -- | - | -- | ------ | ------- |
| 1.    | Espoo Blues     | 14     | 13 | 0 | 1  | 26     | 107:026 |
| 2.    | Ilves Tampere   | 14     | 11 | 0 | 3  | 22     | 081:024 |
| 3.    | Kärpät Oulu     | 14     | 11 | 0 | 3  | 22     | 081:026 |
| 4.    | JYP Jyväskylä   | 14     | 8  | 0 | 6  | 16     | 072:036 |
| 5.    | Karhu-Kissat    | 14     | 5  | 1 | 8  | 11     | 035:067 |
| 6.    | IHK Helsinki    | 14     | 5  | 0 | 9  | 10     | 030:055 |
| 7.    | Tappara Tampere | 14     | 2  | 1 | 11 | 5      | 025:085 |
| 8.    | KalPa Kuopio    | 14     | 0  | 0 | 0  | 0      | 025:137 |

## Hauptrunde

### Kreuztabelle
| Logo Espoo Blues | Ilves | Kärpät | Logo von JYP | Verein          | Logo Espoo Blues | Ilves     | Kärpät | Logo von JYP |
|                  | 4:2   | 5:0    | 8:1          | Espoo Blues     |                  | 9:2       | 4:1    | 9:2          |
| 1:3              |       | 3:2    | 4:0          | Tampereen Ilves | 2:1              |           | 5:0    | 10:3         |
| 1:5              | 5:3   |        | 4:2          | Kärpät Oulu     | 0:4              | 2:3 n. V. |        | 7:1          |
| 0:3              | 3:7   | 2:7    |              | JYP Jyväskylä   | 1:3              | 3:9       | 1:6    |              |

### Hauptrundentabelle
| Platz | Mannschaft    | Spiele | S  | U | N  | Punkte | Tore  |
| ----- | ------------- | ------ | -- | - | -- | ------ | ----- |
| 1.    | Espoo Blues   | 12     | 11 | 0 | 1  | 22     | 58:13 |
| 2.    | Ilves Tampere | 12     | 8  | 0 | 4  | 16     | 51:35 |
| 3.    | Kärpät Oulu   | 12     | 5  | 0 | 7  | 10     | 35:38 |
| 4.    | JYP Jyväskylä | 12     | 0  | 0 | 12 | 0      | 19:77 |

### Abschlusstabelle
| Platz | Mannschaft    | Spiele | S  | U | N  | Punkte | Tore    |
| ----- | ------------- | ------ | -- | - | -- | ------ | ------- |
| 1.    | Espoo Blues   | 26     | 24 | 0 | 2  | 48     | 165:039 |
| 2.    | Ilves Tampere | 26     | 19 | 0 | 7  | 38     | 132:059 |
| 3.    | Kärpät Oulu   | 26     | 16 | 0 | 10 | 32     | 116:064 |
| 4.    | JYP Jyväskylä | 26     | 8  | 0 | 6  | 161    | 091:113 |

Anm.: 1 Die Punkte sind in der Quelle fälschlich mit 18 angegeben.

## Play-offs

### Halbfinale
Die Halbfinalserie fand im Modus Best-of-Five statt.
|                             | Serie | 26. Februar 2000     | 27. Februar 2000          | 1. März 2000         | 4. März 2000        | 5. März 2000        |
| --------------------------- | ----- | -------------------- | ------------------------- | -------------------- | ------------------- | ------------------- |
| Ilves Tampere – Kärpät Oulu | 2:3   | 1:4 (-:-, -:-, -:-)  | 6:5 n. V. (-:-, -:-, -:-) | 1:4 (-:-, -:-, -:-)  | 5:2 (-:-, -:-, -:-) | 1:2 (-:-, -:-, -:-) |
| Espoo Blues– JYP Jyväskylä  | 3:0   | 10:1 (-:-, -:-, -:-) | 8:4 (-:-, -:-, -:-)       | 10:1 (-:-, -:-, -:-) | –                   | –                   |

### Spiel um Platz 3
Um den dritten Platz wurde lediglich ein Spiel ausgetragen.
| 11. März 2000 | Ilves Tampere | 10:2 (-:-, -:-, -:-) | JYP Jyväskylä |  |

### Finale
Die Finalserie wurde im Modus Best-of-Five ausgetragen, endete bereits nach drei Spielen.
|                           | Serie | 11. März 2000       | 12. März 2000       | 15. März 2000       | 4 | 5 |
| ------------------------- | ----- | ------------------- | ------------------- | ------------------- | - | - |
| Kärpät Oulu – Espoo Blues | 0:3   | 1:7 (-:-, -:-, -:-) | 2:5 (-:-, -:-, -:-) | 1:4 (-:-, -:-, -:-) | – | – |

### Kader des Finnischen Meisters
| Finnischer Meister Espoo Blues | Torhüter: Heidi Wiik, Mia Kataja Verteidiger: Päivi Halonen, Kati Kovalainen, Hanna Kuoppala, Taru Lindström, Katri-Helena Luomajoki, Johanna Pelkonen, Emma Terho Stürmer: Susanne Ceder, Marika Jestoi, Marie Jordan, Sanna Kanerva, Laura Lönnqvist, Jonna Norppa-Rahkola, Oona Parviainen, Annika Pelkonen, Karoliina Rantamäki, Heli Romu, Maria Saarni, Petra Vaarakallio |

## Relegation
In der Relegation spielten die vier Mannschaften der Naisten SM-sarja, die das Halbfinale nicht erreichten, gegen die vier ersten Mannschaften der I-Divisioona. Alle Erstligisten konnten die Klasse halten.

### Kreuztabelle
| Verein                 | Logo Karhu-Kissat | IHK       | Logo Tappara Tampere | Logo KalPa Kuopio | JyHC | Porin Ässät | Ilves | TPS Turku |
| Karhu-Kissat           |                   | 3:2       | 2:2                  | 4:0               | 6:0  | 4:1         | 4:2   | 6:1       |
| IHK Helsinki           | 1:2               |           | 4:4                  | 3:3               | 2:3  | 6:2         | 6:0   | 3:0       |
| Tappara Tampere        | 3:4               | 3:4 n. V. |                      | 3:3               | 3:5  | 6:4         | 7:1   | 4:0       |
| KalPa Kuopio           | 3:4               | 2:3       | 2:3                  |                   | 5:4  | 3:1         | 8:2   | 5:2       |
| Jyväskylän Hockey Cats | 5:7               | 3:4       | 2:5                  | 1:2               |      | 4:2         | 3:1   | 3:1       |
| Ässät Pori             | 0:9               | 2:4       | 1:6                  | 3:6               | 2:7  |             | 1:0   | 5:3       |
| Ilves Tampere 2        | 2:9               | 0:8       | 3:7                  | 3:5               | 0:3  | 4:2         |       | 3:0       |
| TPS Turku              | 2:6               | 1:6       | 2:6                  | 0:7               | 0:3  | 2:3         | 6:0   |           |

### Tabelle der Relegation
| Platz | Mannschaft             | Spiele | S  | U | N  | Punkte | Tore  |
| ----- | ---------------------- | ------ | -- | - | -- | ------ | ----- |
| 1.    | Karhu-Kissat           | 14     | 13 | 1 | 0  | 27     | 72:24 |
| 2.    | IHK Helsinki           | 14     | 8  | 3 | 3  | 19     | 55:28 |
| 3.    | Tappara Tampere        | 14     | 8  | 3 | 3  | 19     | 62:37 |
| 4.    | KalPa Kuopio           | 14     | 8  | 2 | 4  | 18     | 54:38 |
| 5.    | Jyväskylän Hockey Cats | 14     | 8  | 1 | 5  | 17     | 46:39 |
| 6.    | Ässät Pori             | 14     | 3  | 0 | 11 | 6      | 29:64 |
| 7.    | Ilves Tampere 2        | 14     | 2  | 0 | 12 | 4      | 21:69 |
| 8.    | TPS Turku              | 14     | 1  | 0 | 13 | 2      | 20:60 |